# Asociación para los Derechos de las Mujeres y el Desarrollo
La Asociación para los Derechos de las Mujeres y el Desarrollo, AWID por sus siglas en inglés, antes Asociación para Mujeres en Desarrollo, es una organización internacional feminista fundada en 1982 que tiene por objetivo lograr la igualdad de género, el desarrollo sostenible y defender los derechos humanos de las mujeres. Entre sus objetivos está el luchar contra la discriminación de género, sexualidad, religión, edad, capacidad, etnia, idioma, nacionalidad, clase u otros factores. 
La organización también defiende la necesidad de apoyar a las pequeñas organizaciones de mujeres que no siempre tienen recursos pero que sin embargo son claves para avanzar en el desarrollo local.

## Composición
Está formada por una red de mujeres y hombres de numerosos países del mundo de la investigación, la academia, el activismo, la política, del empresariado, estudiantes, educadoras etc.
Actualmente el cargo de Dirección Ejecutiva es ocupado por Hakima Abbas y Cindy Clark, de manera colegiada. De 2007 a 2017 la Directora Ejecutiva de AWID fue Lydia Alpízar Durán.
La Presidenta de la Junta Directiva es Nidhi Goyal, una activista feminista india, comediante y con discapacidad visual. Anteriormente el cargo fue ocupado por Myrna Cunningham, una de las figuras indígenas más destacadas en el ámbito mundial.  Inicialmente la oficina estaba en Washington, D.C. En la actualidad la organización tiene oficinas en Toronto, Ciudad de México y Ciudad del Cabo y trabaja en todo el mundo.

## Objetivos

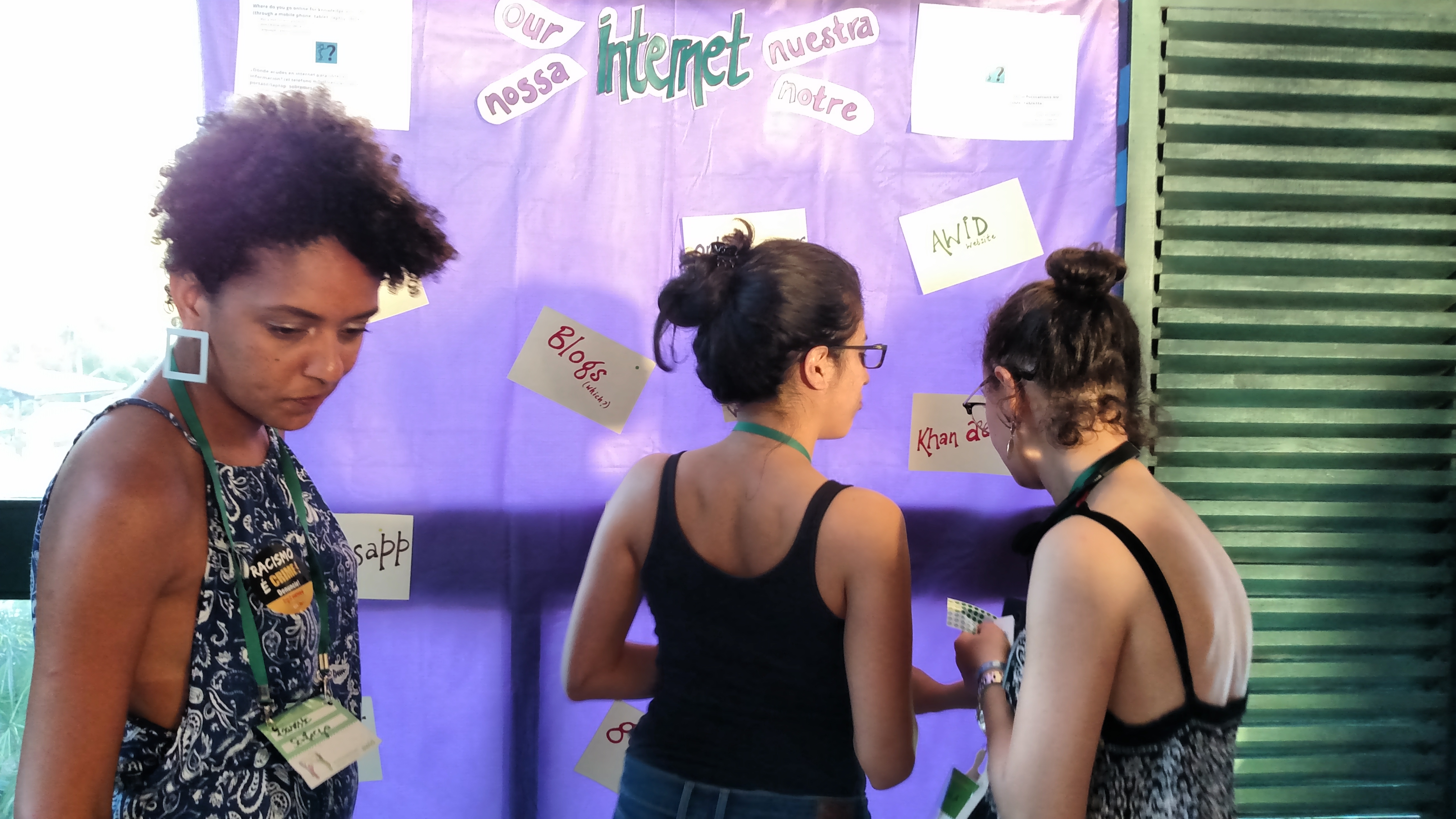
Foro AWID 2016 mapeando el conocimiento feminista en internet

AWID se plantea como misión priotaria fortalecer las voces, el impacto y la influencia de las activistas, organizaciones y movimientos por los derechos de las mujeres en todo el mundo para contribuir de manera efectiva en la defensa de los derechos de las mujeres.

### Áreas prioritarias
- Recursos para los derechos de las mujeres
- Justicia económica
- Fundamentalismos religiosos
- Defensoras de derechos humanos

## Foro Internacional sobre los Derechos de las Mujeres y el Desarrollo

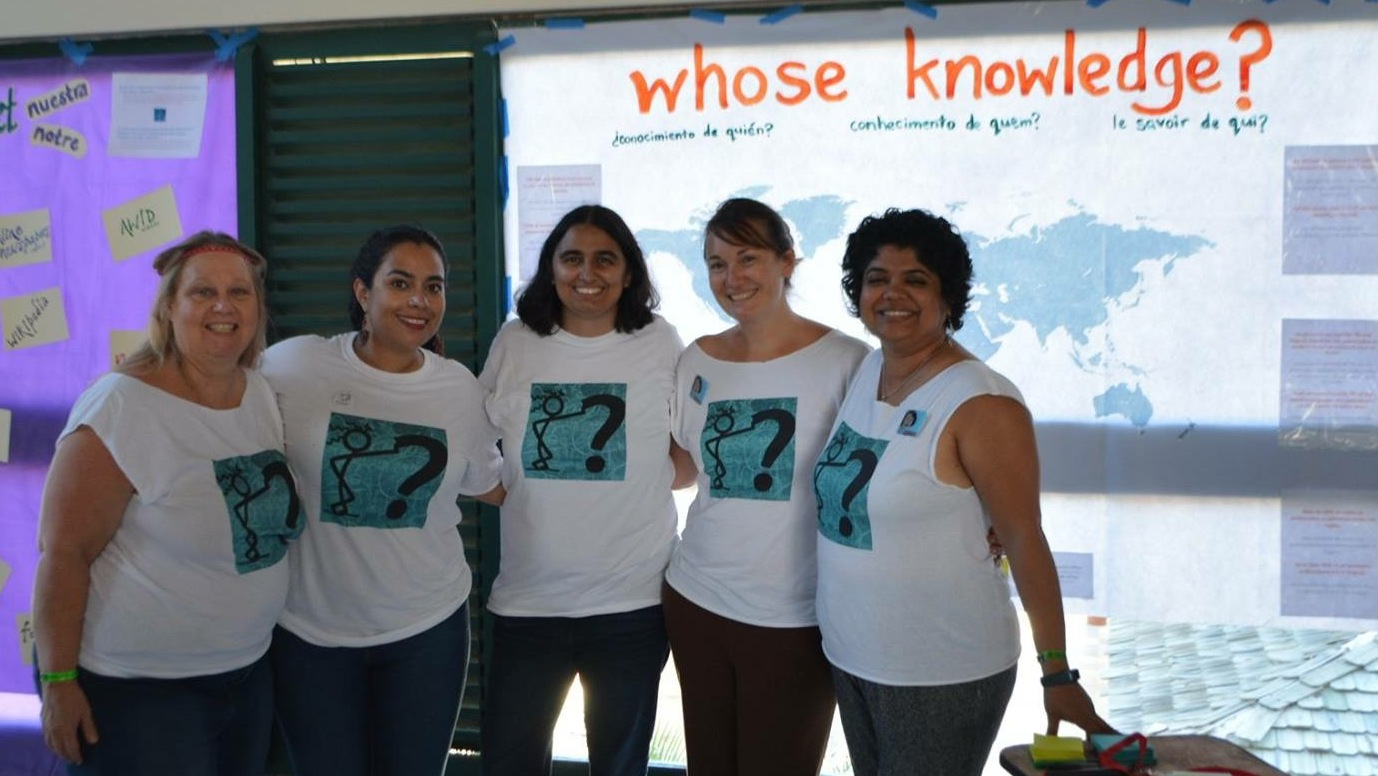
Delegación de Wikimujeres en el Foro AWID Brasil 2016

Desde 1983 AWID organiza el Foro Internacional sobre los Derechos de las Mujeres y el Desarrollo que reúne alrededor de 2000 lideresas por los derechos de las mujeres, agencias de financiación, profesionales del desarrollo, líderes de base y activistas de todo el mundo.
- 1983: Mujeres y Desarrollo (Washington D.C, EE. UU.)
- 1985: Mujeres desarrollando riqueza; transformando el desarrollo económico (EE. UU.)
- 1987: Pasos adelante: Innovación en las políticas, acciones e investigación en torno al Desarrollo (EE. UU.)
- 1989/1990: Em-poderamiento Global para las Mujeres (EE. UU.)
- 1991: Trabajando Juntas/ Aprendiendo Juntas: Un diálogo norte-sur (EE. UU.)
- 1993: Uniendo las Fuerzas para Promover las Visiones Compartidas (EE. UU.)
- 1996: Más allá de Beijing: De la palabra a la acción (EE. UU.)
- 1999: Al Frente de las Soluciones para la Igualdad y la Justicia (EE. UU.)
- 2002: Reinventando la Globalización (Guadalajara)
- 2005: ¿Cómo sucede el cambio? (Bangkok)
- 2008: El Poder de los Movimientos (Ciudad del Cabo).

- 2012: Transformando el Poder Económico para Avanzar los Derechos de las Mujeres y la Justicia (Estambul)
- 2016: Futuros Feministas: Construyendo poder colectivo por los derechos y la justicia (Salvador de Bahía)[8]

- 2020: Fue cancelado por COVID-19.

- 2021: "Realidades feministas: nuestro poder en acción" (Taipéi, Taiwán). Del 20 al 23 de septiembre. [9]

NOTA: Volvió a ser cancelado por COVID-19. 
- 2024: Rising Together (Bangkok, Tailandia). Del 2 al 5 de diciembre. [11]